# Tápéi komp

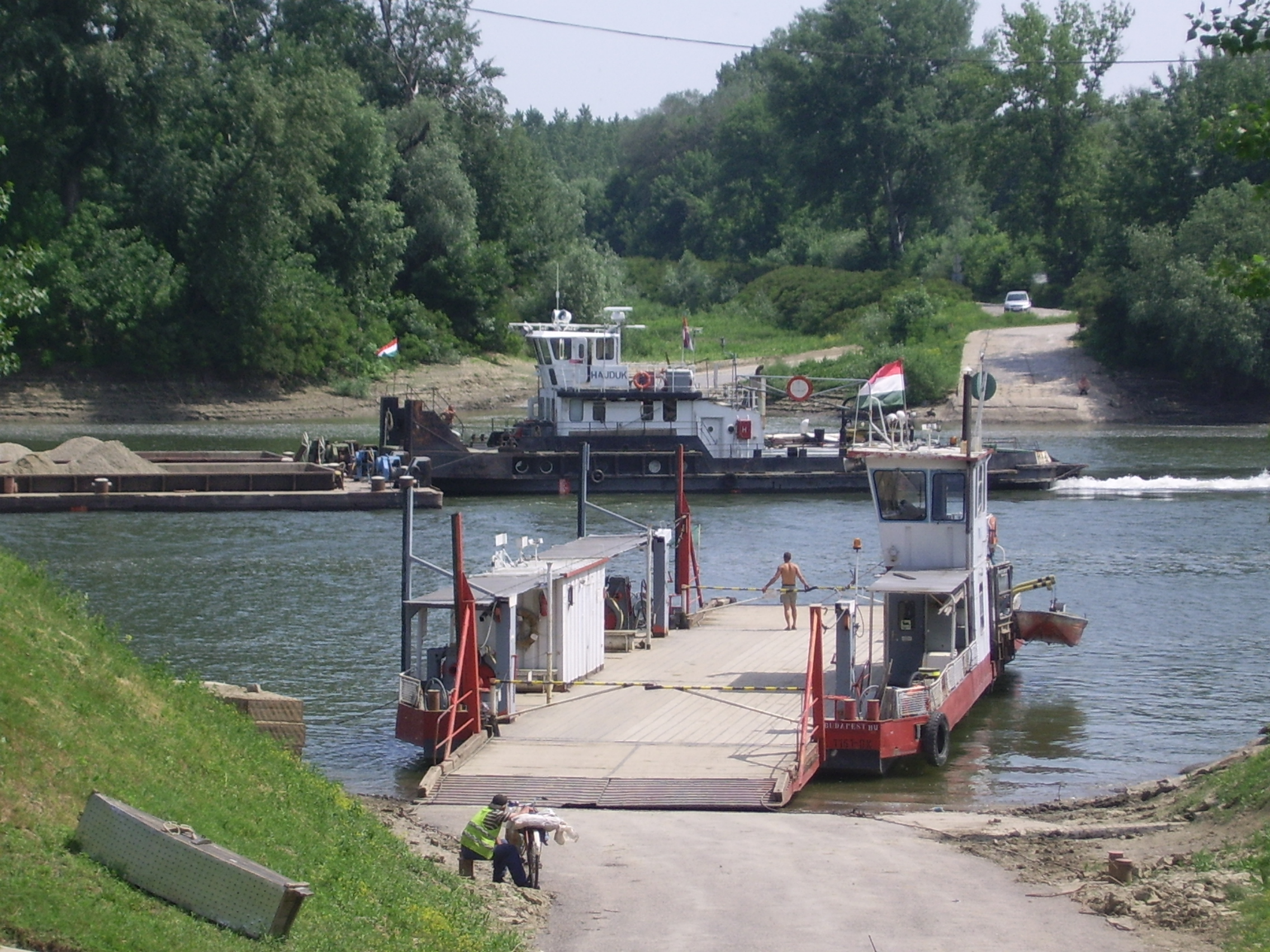
Áthaladásra vár a tápéi komp (2009)

A tápéi komp a 4412-es út (közismert nevén „ószegedi út”) részeként üzemelt 2013. december 1-jéig. Ez az út Makótól (Maroslele mellett elhaladva) egészen Szeged-Tápéig tartott, de Makóról nem sokan jártak arra, mert a városból főút is vezet Szegedre, amelynek két híd is a része: ezek biztosítják a Tiszán, illetve a Maroson történő folyamatos átkelést.
Az ószegedi út inkább Maroslele és a környező vidék (Tápairét, Rákóczitelep) összekötését biztosította Szegeddel, mivel ezen térségnek az alternatív útvonalak hatalmas kerülőt jelentettek, nem beszélve a borzalmas útviszonyokról. Ez az útvonal összesen 21 kilométer hosszú, de Maroslelétől mindössze 10 kilométert kellett rajta megtenni, hogy el lehessen jutni Szegedre.

## Története
A tápéi rév feltehetően 1528 óta létezett. A komp régebben tölgyfából, bordázata akácból készült. Az utolsó tápéi fakomp a legnagyobb vízi jármű volt a Tisza alsó szakaszán: bálványa (legfölső oldaldeszkája, tehát a hossza) majd 24 méter, szélessége 8 méter volt. Kézzel és száraz tekerővel, gugorával húzták egyik partról a másikra. Télen a komp csak akkor pihent, ha zajlott a Tisza.
Az állatokat a kiskompon, a fogatokat a nagy kompon juttatták át a túlpartra. A tápai rév számára a kompok és a dereglyék a szegedi hajóépítő telepen készültek.
Tápé lakossága valamikor az 1950-es, 60-as években saját pénzből vett magának egy pontonhidat, amely egyszerre egyirányú közlekedést tett lehetővé: hogy mikor melyik irányból haladt a forgalom, azt táblával szabályozták. Tápé közigazgatásilag az 1970-es években Szegedhez került, ekkor a pontonhíd elkerült onnan, helyére ismét kompot helyeztek. Azóta Tápé Szeged városrésze lett.

### A komp menetrendje
Általánosságban 2 menetrendje volt, de voltak átmeneti időszakok is. Téli menetrend: 07.00–16.00, nyári menetrend: 06.30–19.00.
Mindkét esetben félóránként közlekedett oda-vissza a két part között, de volt egy rövid időszak is a 2000-es évek elején, amikor óránként közlekedett, illetve olyan is, amikor a tápéi oldalról minden egész órakor, a tápairéti oldalról pedig minden félórakor indult. A kompok a hajózási törvény szerint napkeltétől napnyugtáig közlekedhetnek, ez a komp sem volt ez alól kivétel. Az átmeneti időszakok a tavaszi-őszi időszakok idején voltak, amikor a nappalok hossza csökkent vagy növekedett, ehhez mérten csökkentették, illetve növelték a közlekedési időtartamot 1-1 órával. A két véglet a téli és a nyári menetrend ideje volt, azon túl, illetve a téli menetrendnél sosem közlekedett rövidebb ideig.

## A komp hátrányai
Időhöz kötött, hiszen menetrendje van. Fizetni kell az átkelésekért. Télen nem mindig közlekedik, mert árvíz, jégzajlás, illetve a folyó befagyása esetén nem tud közlekedni. A hajó elromlása is előfordult, a javítás időtartama alatt szintén nem járt. Árvíz idején volt egy „áthidaló” megoldás: ez pedig egy dereglye. Autót és annál nagyobb járműveket ugyan nem tudott átvinni, de gyalogost, kerékpárost és segédmotorost igen, ami igencsak nagy segítség volt a helyieknek, azaz a Tápairét, illetve a Rákóczitelep lakóinak.

## A komp előnyei
Nyáron ideális volt a turistáknak, mert a tápairéti oldal igencsak szép látványt nyújt: a színpompás őszi erdők a Tisza árterén; a töltésen túl elterülő mezőgazdasági földek pedig az igazi magyar Alföld látványát idézik. Ideális volt ez még azoknak is, akik nyáron szerettek biciklivel, illetve segédmotorral járni autó helyett, ők a rokonaikhoz jártak át Maroslelére, illetve Makóra, mert ezen járművek a fent említett 43-as úton nem közlekedhetnek. Tavasszal, illetve nyáron rengetegen választották ezt az útvonalat arra, hogy kiszabadulván a város monotonitásából, elmerüljenek a tiszántúli falusi/tanyasi életben.

## Változások a 2000-es években
A kompot régen bárki ingyen igénybe vehette. A 2000-es évek környékén az üzemeltetést átvette a SADAR Komp Kft. A 2000-s években egy piros komp üzemelt, melynek kétoldali beépített motorja volt. 2010-ben ezt lecserélték uniós és önkormányzati támogatás révén. A Duna felső szakaszáról hozták át Szerbián keresztül. Ennek már nem volt belső motorja, egy hajóval lehetett átvontatni az egyik partról a másikra.

## A komp megszűnése
A tervezett elkerülő autópályát az M43-ast, 2011-ben a Móra Ferenc híddal együtt adták át. Ezzel párhuzamosan jelentősen lecsökkent a komp forgalma, mert az autópálya közvetlenül Maroslele és a Rákóczitelep mellett halad el, immáron folyamatos és rövidebb útvonalat biztosítva Szegedre, függetlenül a folyó viszontagságaitól. Így a korábban kompot használók többsége azóta az új útvonalon közlekedik. További előny, hogy az autópályán keresztül Makóról Maroslelén át már gyorsjáratú autóbusz is jár Szegedre. A tápéi kompátkelő végül 2013. december 2-án szűnt meg.

## A tápéi komp az irodalomban
- Móra Ferenc Insula Lebő című, Levél is lehet a pénzügyminiszter úrhoz alcímű elbeszélésének egyik fontos szereplője a komp, az írás első szakasza szinte csak róla szól, ekképpen:

```
Ne tessék térképen keresni, mert nincs a világon olyan mappa, amelyikre rá volna nyomtatva. Kissé kiesik a világforgalom útjából ez a sziget, amelyet semmiféle víz nem vesz körül. Ennélfogva olyan sziget ez, amelyikre mindenféleképpen el lehet jutni, csak éppen hajón nem. Túl a Tiszán van, gyalogszerrel három óra Szegedhez, autón húsz pere, vagy félnap, a szerint, hogy hogy szolgál a szerencse. Innen a tápéi kompig öt perc, a tápéi komp túlsó feljárójától a Lebő-szigetig tíz pere; öt perc, míg a komp átcsigázza az autót a Tiszán. De ha az eső eláztatja a komplejárót, vagy a Tisza kiloccsan rá és beköpi sárral, akkor órák telnek bele, míg a modern technika diadala megteszi ezt a három lépés hosszú, de egy lépés mély utat. Olykor az ősi technika igénybevételével: ökrös szekérrel. S ilyenkor kiderül az is, hogy nemcsak lóhajtó embernek nem való a nazarénus vallás, hanem gépkocsisnak se. Én ugyan nem élek káromkodással, tiltom is tőle, aki fölött hatalmam van, de kénytelen vagyok beismerni, hogy arra a gép is jobban hallgat, mint az imádságra. Hiszen azért ördög szekere.
```

```
Mindenesetre sokért nem adnám, ha egyszer hazánk nagyjai a külföldi jeleseket megkéjkompoztatnák ezen a tájon. Az algyői kompon való átkelés ugyan még romantikusabb, mert ott a meredek feljárón sokkal komolyabb esélye van a halálos szerencsétlenségnek, de azért inkább ajánlom a magyar kultúrfölény illusztrálására a tápéi kompot. Itt itt-honosabban érzem magam s egy kis protekcióval is tudok szolgálni. Akit én itt oltalmamba veszek, annak nem kell a kompkötelet húzni, mint más emberfiának. Ezt nem a közlekedési szabályzat írja elő, mint a révpénzt, hanem az emberség, ősi tradíció szerint tartozik vele minden rendes ember a révészeknek. Ez az a bizonyos kölcsönös segítség, mint természettörvény, amelyről Krapotkin herceg azt a magyar fordításban is igen elterjedt, de többnyire fölvágatlan állapotban található szép könyvét írta. Hát azt itt se nagyon olvasgatják, a törvényt azonban tartjuk, legalább egyik parttól a másikig. A révészek húznak minket, mink meg húzzuk a révészeket. Egy darabig én is rendes ember módjára viseltem magamat, de aztán a révészek eltanácsoltak a kötéltől. Hogy nem ilyen emberek számára való az. Nono. E tekintetben ugyan lehetnek elágazók a vélemények innen és túl a Tiszán, a vízen azonban így ütött ki a népszavazás. Olyan kegyben állok a két révésznél, hogy nekem még köszönnek is, ámbár egyébként ezt a foglalkozási ágat nem művelik. Errefelé mély víz a Tisza és örvényes. Nem merem kipróbálni, hogy ezt a megkülönböztetett figyelmet a bakon ülő hajdúzsinóros városi kocsisnak köszönhetem-e, vagy azon pettyegetett britannika-szivaroknak, amelyekkel a révész-mesterség iránt való nagyrabecsülésemnek jövet-menet kifejezést adok.
```

Szórványosabb említések formájában a tápai komp Móra Ferenc írói munkásságának még más alkotásaiban is fel-felbukkan, jellemzően mint olyan forgalmi tényező, amely kedvező időjárási viszonyok között pár perces összeköttetést biztosított a Tisza bal parti oldalán élők számára a túlparttal, más esetekben viszont akár napokon át tartó közlekedési kényszerszünettel is sújtotta az ott élő népességet.
- Takács Tibor a Móra igazgató úr – Kotormány János emlékei Móra Ferencről című könyvében, Kotormány János visszaemlékezései alapján így ír a tápai kompról:

```
Átfutott a kocsi Tápén, felhajtottak a Tisza töltésére, s várták a kompot. Szép nyáridő volt, a vízben gyerekek lubickoltak, a füzek alatt libák hűsöltek.

A Tisza–Maros háromszögbe más átjárási lehetőség nincs, csak a komp. Kötél van kifeszítve a víz felett, drótkötél, ezen fut a csiga, a kötél a komphoz erősítve, a víz sodrása mentén ügyeskedik át a kompot. Egyszerű dolog ez, ősi mód, s a kompra egyszerre ráfér hat szekér is, nem szólva az emberekről, állatokról.

Varga sofőr jól ismerte az utat. Már itt volt a komp, ráhajtottak, elfértek a szekerek mellett, mikor a túlsó oldalon feltűnt a püspöki birtok intézőjének a kocsija. Hetyke úr volt az intéző, megsüvegelték az emberek, a kocsik, szekerek félreálltak a bricska elől, előreengedték.

– Nézze csak, igazgató úr, ahun az intéző kocsija – szólt a sofőr.

János rákontrázott:

– Ez aztán a nagy úr! Egyenest a püspök után!

Közben a komp átlibegett a Tisza fölött. Az emberek izzadtak, a kocsiban meleg volt, kiszálltak hát ők is, s úgy figyelték az átkelés egyszerű manőverét.

Érkezési sorrendben hajtatnak ki a szekerek, utoljára az autó. De Varga sofőr megállt. Nem ment tovább. Odaszólt Mórának:

– Ezt figyelje meg, igazgató úr!

A kocsis rátáncoltatta a két lovat a kompra. Megállott a komp közepén. Az intéző elégedetten nézett körül.

– Utálja a parasztszagot – jegyezte meg Kotormány.

Csakugyan. A komposok csak intésre vártak, és megindultak a tápéi oldalra. A régóta váró szekeresek – némelyike terménnyel megrakodva – csak magában szitkozódhatott. Törvény volt, az intéző úr kocsiját egyedül szabad csak átvinni a vízen. Más kocsi nem hajthat a feljáróra.
```